# لي جو يون
لي جو يون هي ممثلة كورية جنوبية ولدت في 19 مارس 1987.